# Шейнін Єгошуа Павлович
Єгошуа Павлович Шейнін (3 червня (22 травня) 1890, Кременчук — 12 квітня 1948, Потсдам) — український і єврейський хоровий диригент, композитор, педагог, заслужений артист УСРР (1934), заслужений діяч мистецтв РРФСР (1947). Член Музичного товариства імені Миколи Леонтовича.

## Життєпис
З 1904 року навчався гри на фортепіано в Київському музичному училищі (викладач Г. Бобинський).
1918 — закінчив Петроградську консерваторію по класу композиції (викладачі Василь Калафаті та Язепса Вітолса).
1919—1921 — керівник «Першого радянського симфонічного хору» у Катеринославі (нині — Дніпро).
Від 1921 — керівник єврейської музичної школи, де веде також клас фортепіано.
1924 — створює хорову студію при єврейському клубі «Комфон» («Прапор комунізму») для робітників з метою здобуття ними музичної освіти.
1925—1929 — керівник Другої єврейської музичної профшколи (колишньої музичної школи «Культурної Ліги»), викладач музичного технікуму (колишньої консерваторії) в Києві.
1929—1930 — організатор і художній керівник єврейської музично-хорової капели «Євоканс» (1931 капела одержала статус державної всеукраїнської, від 1934 — «Заслужена державна єврейська хорова капела УРСР»), яка базувалась у Харкові.
На початку 1930-х років був композитором Київського державного єврейського театру.
У січні 1940 переїхав у Біробіджан, де почав створювати Державну хорову капелу Єврейської автономної області, але невдовзі повернувся до Києва, де за деякими джерелами того ж 1940 року очолив хор Українського радіо. За іншими джерелами цей хор до 1941 року очолював Олександр Міньківський.
На початку війни він втратив родину — її розстріляли фашисти. Єгошуа Павлович мужньо переносив своє горе, повністю віддавався творчості. Під час війни керував Ансамблем Червоної Армії Київського військового округу і Ансамблем пісні і танцю Першого Білоруського фронту, які дали більше 2000 фронтових концертів.
1945—1948 — керівник ансамблю Групи радянських військ у Німеччині, майор.
Загинув у Потсдамі 1948 року за нез'ясованих обставин.

## Доробок композитора
Його творчий доробок становлять твори, пов'язані з єврейською тематикою, зокрема дитячі п'єси для фортепіано, музика до драматичних спектаклів тощо.
1929 року опублікував 2 збірника єврейських народних пісень в обробці для хору.

## Пам'ять
Український журналіст Дмитро Червінський опублікував нарис про Єгошуа Павловича, ініціював реставрацію його пам'ятника на військовому кладовищі в Потсдамі та встановлення на ньому порцелянового медальйона з кольоровим портретом.